# Шифман, Арнольд

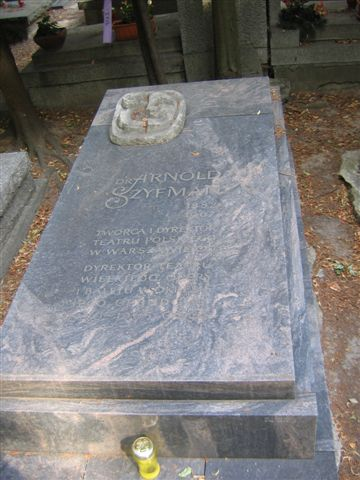
Могила А. Шифмана на кладбище Воинские Повонзки

Арнольд Станислав Зыгмунт Шифман (пол. Arnold Zygmunt Stanisław Schiffmann; 23 ноября 1882, Улянув Австро-Венгрия (ныне Подкарпатское воеводство, Польши) — 11 января 1967, Варшава) — польский режиссёр и театральный деятель.

## Биография
Родился в еврейской семье. В 1902—1905 обучался на факультете философии Ягеллонского университета в Кракове. В 1903—1904 — продолжил учёбу в Берлинском университете. В мае 1906 получил учёную степень доктора философии за диссертацию «Психологический анализ свободы».
В 1906—1908 сотрудничал с еженедельником «Świat».
С детства увлекался театр, уже во время учёбы начал писать пьесы. Одна из них — «Фифи» была поставлена в 1906 году в Городском театре в Кракове. В 1907 году написал политическую комедию «Pankracy August I».
Инициатор создания и руководитель первого в Варшаве литературного кабаре «Момус» (1908). В 1909 принял крещение.
В 1913 основал частный «Театр Польски», ставший в 1945 — государственным. В 1915—1918, 1939—1945, 1949—1955 был его директором, с 1957 — почётным директором. Одновременно возглавлял варшавский Малый театр («Малы», 1918—1939).
Во время Второй мировой войны прятался под чужой фамилией.
С 1950 до 1965 — директор Большого театра в Варшаве (театр «Вельки»). А 1950—1965 руководил восстановлением Большого театра, полностью разрушенного во время войны. Объединял в руководимых им труппах лучших польских актёров.
Среди постановок: «Иридион» (1913) и «Небожественная комедия» (1920) З. Красинского, «Пигмалион» (1914) и «Тележка с яблоками» (1929, мировая премьера) Д. Б. Шоу, «Гамлет» Шекспира (1922, 1947), «Орестея» Эсхила (1947).
Для творческой манеры Шифмана характерны бережное отношение к литературной источнику, завершённость сценической формы, гармоничное сочетание всех компонентов спектакля.
Автор исследований и воспоминаний о театре
- Moja tulaczka wojenna, (1960);
- 55 lat w teatrze, (1961);
- Labirynt teatru, (1964).

Умер в Варшаве. Похоронен на кладбище Воинские Повонзки.

## Награды
- 1935 — «Золотые академические лавры» Польской академии литературы,
- 1946 — Золотой Крест Заслуги,
- 1948 — Командор со звездой Ордена Возрождения Польши.